# 島健
島 健（しま けん、1950年6月6日 - ）は、日本のジャズ・ピアニスト、編曲家、作曲家、音楽プロデューサー。東京都出身。MSエンタテインメント所属。妻は女優・歌手の島田歌穂。

## 略歴
- 1950年 - 東京生まれ。
- タンゴピアニストの父の影響でピアノを始め、20代の頃からスタジオ・ミュージシャンとして活動。
- 1978年 - 渡米。Dick Grove School of Musicにて編曲を学ぶ。
- 1981年 - アレン・ヴィズッティ・バンド、バニー・ブルネル・バンドのレギュラー・メンバーとして「ベイクド・ポテト」や「ドンテ」など、ロサンゼルスの著名なジャズ・クラブで演奏する。
- 1982年 - 演奏活動がさらに拡がり、数多くのレコーディングやツアーに参加するようになる。米国各地やイスラエルのジャズ・フェスに出演。ホセ・フェリシアーノの北米・南米ツアーやアレン・ヴィズッティ、バニー・ブルネル、ケニー・ランキンなどのレコーディングに参加。
- 米国滞在中、ジョー・ファレル、トニー・ウィリアムス、ドン・アライアス、ジョー・ヘンダーソン、ビリー・ヒギンスなど、大勢のトップ・アーティスト達と共演し様々なジャズ・シーンで活動。
- 1986年 - 帰国。ジャズ・ピアニストとしての活動に留まらず、スタジオ・ミュージシャンとして、数千曲を超えるレコーディングに参加。サザンオールスターズ、浜崎あゆみ、中島美嘉、今井美樹、布袋寅泰、ゴスペラーズ、GLAY、平原綾香、JUJU、森山良子、加藤登紀子、石川さゆり、天童よしみ、香西かおり、須川展也、川井郁子など幅広いジャンルの作曲・編曲・プロデュースを手掛ける。
- 2000年
  - 音楽活動30周年を記念し「BlUE IN GREEN」（Village Records）をリリース。
  - 弦編曲を手掛けたサザンオールスターズの「TSUNAMI」がミリオンヒットを記録し、また第42回日本レコード大賞を受賞した。
- 2002年 - 編曲を手掛けた浜崎あゆみの「Voyage」が第44回日本レコード大賞を受賞した。
- 2003年 - 森山良子初のジャズ・アルバム「THE JAZZ SINGER」をプロデュースする。アルバムにはマイケル・ブレッカー が参加。アルバム発売後のアメリカ・ツアーの際、ニューヨークのブルーノートで、ブレッカーと共演した。また、自身のアレンジ曲で、ヴァンガード・オーケストラと共演するなど、アルバム制作により長年の夢を実現させた。
- 2006年 - 「Shimaken Super Sessions」[注 1]（ドリーミュージック）をリリースした。さらに映画、ドラマ、ミュージカル音楽の作曲や音楽監督を担う。作曲を手がけたミュージカル「Freddie～少年フレディの物語～」「ピュア・ラブ」はそれぞれ東京芸術劇場ミュージカル優秀賞、読売演劇大賞・優秀賞を受賞した。
- 2010年 - 2011年 - 倉本聡脚本のテレビドラマ「歸國」の音楽、日本初演のレナード・バーンスタイン作曲のミュージカル「ワンダフル・タウン」の音楽監督、オリジナル・ミュージカル「蝶々さん」の再演では、作曲と音楽監督を手掛けた。
- 2011年
  - JUJUのジャズ・アルバム「DELICIOUS」をプロデュース。「僕らの音楽 Our Music」「情報プレゼンター とくダネ!」（フジテレビ系列）、「SONGS」（NHK総合）に出演した。
  - 9月 - 桑田佳祐『宮城ライブ 〜明日へのマーチ!!〜』に続き、12月のワールド記念ホール、横浜アリーナで開催された4年ぶり年越しライブのストリングス・アレンジを手掛ける。
- 2012年
  - 作曲がベニー・アンダーソン&ビョルン・ウルヴァース原案・作詞がティム・ライスによるミュージカル「CHESS」のコンサート版「CHESS IN CONCERT」に音楽監督・演奏で出演。
  - 4月 - 「JUJU on MTV Unplugged」（ニューヨーク・ライブ）に出演。
  - 7月 - TBS系列「音楽の日」に桑田佳祐の楽曲アレンジとピアノを担当するため出演。
  - 8月 - 札幌 シティ・ジャズ出演に続き"JUJU DELICIOUS TOUR 2012"のBlue Note（東・名）・Billboard Live（大阪）にJUJUの楽曲アレンジとピアノを担当するため出演。
- 2013年
  - 6月 - 永六輔、中村八大の名前を冠したトーク&ライブ「6 X 8 Song Book」（国際フォーラム ホールC）にピアノ（アレンジ）で出演。JUJU 第2弾ジャズ・アルバム「DELICIOUS 〜JUJU's JAZZ 2nd Dish〜」をプロデュース。「僕らの音楽」（フジテレビ系列）に出演した。
  - 7・8月 - 「Quincy Jones 80th Birthday Celebration Live in Japan」（国際フォーラム ホール A）で亀田誠治プロデュースのクインシー・ジョーンズを恵愛するミュージシャン達によるトリビュート・パートでアレンジを担当した。
  - 8月 - デビュー35周年を迎えたサザンオールスターズの新作「ピースとハイライト」に島の弦・管アレンジ曲「蛍」が収められ、12月21日公開「永遠の0」の主題歌に決定した。
  - 12月 - 「CHESS in Concert」2nd ver.の音楽監督を務める。

## ディスコグラフィ
- 『ハートカクテルVol.4』（わたせせいぞう作品・TVアニメーションサウンドトラック）
- 『チョーク色のピープル』（わたせせいぞう作品・アニメーションサウンドトラック・小笠原寛との共作）
- 『Hurricane』（わたせせいぞう作品・イメージアルバム）
- 『一瞬のパラダイス』（立松和平作品・イメージアルバム）
- 『恋愛映画倶楽部』
- 『魔女の条件』（サウンドトラック）
- 『大統領のクリスマスツリー』（サウンドトラック）
- 『BLUE IN GREEN』（2000年6月21日）
- 『Shimaken Super Sessions』（2006年11月22日、島健によるオムニバスアルバム）

## 楽曲提供
※特記以外は全て編曲作品
- エレファントカシマシ
  - 「桜の花、舞い上がる道を（-花びら- Piano ver.）」

- 桑田佳祐
  - 「波乗りジョニー」※弦編曲
  - 「黄昏のサマー・ホリデイ」※弦編曲
  - 「白い恋人達」※弦編曲・管編曲
  - 「明日晴れるかな」※弦編曲・管編曲
  - 「おいしい秘密」※弦編曲・曽我淳一と共同管編曲
  - 「可愛いミーナ」※弦編曲

- 香西かおり
  - 「夕化粧」

- サザンオールスターズ
  - 「LOVE AFFAIR 〜秘密のデート」※弦編曲
  - 「TSUNAMI」※弦編曲
  - 「涙の海で抱かれたい 〜SEA OF LOVE〜」※原由子と共同弦編曲
  - 「夢に消えたジュリア」※弦編曲・管編曲
  - 「LONELY WOMAN」※弦編曲
  - 「チャイナムーンとビーフン娘」※弦編曲
  - 「夢見るアニバーサリー」
  - 「蛍」※弦編曲・管編曲

- JUJU
  - 「Lullaby Of Birdland」
  - 「みずいろの影」※川口大輔と共同編曲
  - 「ナツノハナ-Touch of Jazz Version-」
  - 「誰より好きなのに」
  - 「A Woman Needs Jazz」※MAESTRO-Tと共同編曲
  - 「It's A Jazz Thing!!」※MAESTRO-Tと共同編曲
    - 「アルバム『DELICIOUS』」※全13曲中10曲を編曲
    - 「アルバム『DELICIOUS 〜JUJU's JAZZ 2nd Dish〜』」※全13曲中7曲を編曲
    - 「アルバム『DELICIOUS 〜JUJU's JAZZ 3rd Dish〜』」※全14曲中7曲を編曲
    - 「アルバム『スナックJUJU 〜夜のRequest〜』」※全15曲中4曲を編曲

- DEEN
  - 「翼を広げて<キセキVersion>」
  - 「夢であるように」

- 中島美嘉
  - 「FIND THE WAY」
  - 「ひとり」
  - 「THE ROSE」
  - 「Missing」
  - 「FEVER」

- 平原綾香
  - 「Eternally」
  - 「Bloom」※作曲・編曲
  - 「CHRISTMAS LIST」※YANAGIMANと共同編曲
  - 「今、風の中で」
  - 「To be free」
  - 「あなたに」
  - 「しあわせ」

- 森高千里
  - 「GET SMILE」※作曲・編曲
  - 「林檎酒のルール」※作曲・編曲
  - 「あの日のフォトグラフ」※作曲・編曲
  - 「PI-A-NO」※作曲・編曲
  - 「Romantic-ロマンティック-」※作曲・編曲
  - 「戻れない夏」※作曲・編曲

- ゆず
  - 「二つの言葉」（2009年）※ゆずと共同編曲

## 音楽担当作品

### アニメ
- ハートカクテル Vol.4（1987年）
- 刻の大地
- ポケットモンスター関連
  - ピチューとピカチュウ（2000年）※たなかひろかずと共同
  - ピカチュウたんけんクラブ（2007年）※宮崎慎二、たなかひろかず、多田彰文、梅堀淳と共同

### ドラマ
- 柴門ふみセレクション（1992年）
- 成田離婚（1997年）※長谷川智樹、吉俣良、崎谷健次郎と共同
- 魔女の条件（1999年）
- 拝啓、父上様（2007年）※森山良子と共同
- 歸國（2010年）
- やすらぎの郷（2017年）
- やすらぎの刻〜道（2019年 - 2020年）

### ミュージカル
- Freddie〜少年フレディの物語〜（2000年）
- PURE LOVE（2003年）
- ミュージカル 蝶々さん（2007年）

## 出演
- 中居正広のミになる図書館（2014年7月22日、テレビ朝日）